# Fu Zhensong
Fu Zhensong (傅振嵩T, Fù ZhènsōngP; Mapo, 1881 – Canton, 1º maggio 1953) è stato un artista marziale cinese, soprannominato Jiannan (劍南T, JiànnánP) fu maestro di Taijiquan.
Originario del villaggio di Mapo (馬坡T), Biyangxian (泌陽縣T), nel territorio della città di Huaiqing (懷慶T), nella provincia di Henan in Cina. È un celebre maestro di arti marziali cinesi esperto di vari stili soprattutto interni. Conosciuto come una delle "Cinque Tigri del Nord", è il fondatore lo stile Fu. Ha avuto un ruolo importante nel Zhongyang guoshu guan di Nanchino.

## Biografia
All'età di sedici anni entrò in una scuola di wushu dove seguì gli insegnamenti di Chen Yanxi (陳延禧T), ottava generazione di Taijiquan della famiglia Chen, gli insegnamenti di Jia Qishan (賈岐山T), un discepolo di Dong Haichuan nel Baguazhang.
Si racconta che all'età di 28 anni, Fu Zhensong difese il proprio villaggio dall'attacco di oltre 100 banditi affrontandoli con una lancia di ferro del peso di 8 chilogrammi e uccidendone il capo.
Nel 1911, Fu Zhensong iniziò a lavorare in un servizio di scorta e protezione dell'Henan. A 39 anni venne invitato dal generale Li Jinglin  a servire come istruttore di wushu nell'esercito Beiyang. In seguito Fu Zhensong divenne capitano delle guardie del corpo ed insegnò arti marziali cinesi alle truppe di Zhang Zuolin. In quest'ultimo periodo si trovò a Pechino ed ebbe occasione di conoscere e confrontarsi con numerosi altri maestri.
Nel 1928 egli venne chiamato a partecipare al Zhongyang guoshu guan (中央國術館T) di Nanchino. In seguito venne assunto come Capo Istruttore e come Vice Direttore al Liang guang guoshu guan (兩廣國術館T). Nello stesso tempo, in questa area del Sud della Cina, Fu Zhensong insegnò alle truppe, all'Accademia di Polizia e all'Università Zhongshan. Morì a Canton in Cina nel 1953 all'età di 72 anni.